# 東皮奧里亞 (伊利諾伊州)
東皮奧里亞（英語：East Peoria）是一個位於美國伊利諾伊州塔茲韋爾縣的城市。

## 地理
東皮奧里亞的座標為40°22′00″N 89°32′00″W / 40.36667°N 89.53333°W，而該地的平均海拔高度為149米（即489英尺）。

## 人口
根據2010年美國人口普查的數據，東皮奧里亞的面積為57.86平方千米，當中陸地面積為52.39平方千米，而水域面積為5.47平方千米。當地共有人口23402人，而人口密度為每平方千米404.46人。